# Raville-sur-Sânon
Raville-sur-Sânon – miejscowość i gmina we Francji, w regionie Grand Est, w departamencie Meurthe i Mozela.
Według danych na rok 1990 gminę zamieszkiwały 92 osoby, a gęstość zaludnienia wynosiła 27 osób/km² (wśród 2335 gmin Lotaryngii Raville-sur-Sânon plasuje się na 953. miejscu pod względem liczby ludności, natomiast pod względem powierzchni na miejscu 1144.).